# شکلفورد (کالیفرنیا)
شکلفورد (به انگلیسی: Shackelford) یک منطقهٔ مسکونی در ایالات متحده آمریکا است که در مودستو، کالیفرنیا واقع شده است. شکلفورد ۱٫۷۶۵ کیلومتر مربع مساحت و ۳٬۳۷۱ نفر جمعیت دارد و ۲۶ متر بالاتر از سطح دریا واقع شده است.